# Réez-Fosse-Martin
Réez-Fosse-Martin je francouzská obec v departementu Oise v regionu Hauts-de-France. V roce 2010 zde žilo 163 obyvatel.

## Vývoj počtu obyvatel
Počet obyvatel 